# Clara Azurmendi
Clara Azurmendi Moreno (San Sebastián, 4 de mayo de 1998) es una deportista española que compite en bádminton, en la modalidad individual.
Ganó una medalla de bronce en los Juegos Europeos de Bakú 2015. Participó en los Juegos Olímpicos de Tokio 2020, ocupando el decimoquinto lugar en el torneo individual, después no poder pasar de la fase de grupos, por obtener una victoria y una derrota.

## Palmarés internacional
| Juegos Europeos | Juegos Europeos   | Juegos Europeos   | Juegos Europeos |
| Año             | Lugar             | Medalla           | Prueba          |
| --------------- | ----------------- | ----------------- | --------------- |
| 2015            | Bakú (Azerbaiyán) | Medalla de bronce | Individual      |